# اوش
اوش (تلفظ: اُش، ‎/ɒʃ/‎) شهری در قرقیزستان است که در دره باستانی فرغانه واقع شده و از سال ۱۹۳۹ مرکز استان اوش است. این شهر در حدود ۵ کیلومتری مرز ازبکستان قرار گرفته است. جمعیت این شهر در سال ۲۰۲۱ بالغ بر ۳۲۲۱۶۴ نفر بوده است. 
اوش دومین شهر بزرگ قرقیزستان است که در دره فرغانه جنوب کشور قرار دارد و اغلب به عنوان «پایتخت جنوب» نامیده می‌شود. اوش قدیمی‌ترین شهر در قرقیزستان است (تخمین زده شده‌است که بیش از ۳۰۰۰ سال پیشینه دارد).
جمعیت اوش حدود ۲۸۲ هزار نفر (در سال ۲۰۱۷) است که از اقوام مختلف شامل ازبک‌ها، قرقیزها، روس‌ها، تاتارها، اویغورها، تاجیک‌ها، آذربایجانی‌ها، قزاق‌ها و دیگر گروه‌های قومی کوچکتر تشکیل شده است. البته اکثریت جمعیت شهر را ازبک‌ها تشکیل میدهند. 
این شهر در ارتفاع ۸۷۰ تا ۱۱۰۰ متری از سطح دریا، بر کران رود آق‌بورا که از دامنه‌های کوه آلای سرچشمه می‌گیرد قرار دارد. رودخانه آق‌بورا از میان این شهر می‌گذرد و شهر را در دو سمت راست و چپ خود به دو بخش تقسیم می‌کند. در قدیم بخش عمده شهر در ساحل سمت چپ در دامنۀ کوه سلیمان (که از مکان‌های زیارتی آسیای مرکزی به حساب می‌آمد) قرار می‌گرفت و کاروانسرای شهر هم در همین بخش جای داشت.
در ادبیات فارسی نیز به این شهر اشاره شده‌است، برای نمونه دو بیت زیر به ترتیب از سوزنی سمرقندی و حمید بلخی شاهد آورده می‌شود:
| ز سمرقند بسی کس به دعای تو شدند |  | به زیارتگه کاسان و عبادتگه اوش |

| معلوم من نشد که کجا رفت پیر اوش |  | با او چه کرد گردش ایام دی و دوش |

## تاریخ
در منابع اوش در شمار شهرهایی یاد شده‌است که در اواخر هزاره دوم و ابتدای هزاره یکم پیش از میلاد از فرهنگ پیشرفته‌ای برخوردار بودند. چه بسا این منطقه نیز مانند دیگر مکان‌های فرغانه، در پرورش اسب پرآوازه بوده‌است.
تاریخ اوش در بسیاری موارد با تاریخ فرغانه درآمیخته است. حکمرانان فرغانه در برابر حمله عرب سرسختانه پایداری کردند.
این شهر در سده نهم هجری تا پیش از پیدایش راه‌های دریایی، بر سر راه‌های بازرگانی چین و هند واقع بود و همچنین انبار کالاهایی بود که از باختر آسیا و اروپا به چین و هند می‌بردند یا از چین و هند می‌آوردند.
اوش در میانه‌های سده هجدهم، بیش از آنکه لایق نام شهر باشد، یک اقامتگاه برای قبایل قرقیز به حساب می‌آمد، چنان‌که آورده‌اند، «قرقیزها در شهر اوش قشلاق می‌کنند، به کار کشاورزی مشغول می‌شوند و به جستجوی دام‌های خود می‌پردازند».
این شهر فاقد برج و باروی محکم بوده، طوری‌که حتی پژوهش‌های باستان‌شناسی هم نتوانسته چنین ویژگی‌هایی را برای آن تأیید کند. به استثنای مدرسه عالم بیگ (آن هم متعلق به میانه قرن نوزدهم) شهر اوش فاقد بناهای قابل توجه و باشکوه است، مقبره منتصب به آصف بن برخیا، مزارهای ایشان بلخی و ارسلان باب، مقبره خانوادگی قربان‌جان (از نخبگان سیاسی قرقیزهای نیمه‌یکجانشین) و مسجد راوات عبداالله خان، حداکثر چیزهایی هستند که شهر دارد.
در دهه ۶۰ قرن نوزدهم پس از مدت‌ها حاکمیت خانات خوقند بر این شهر، اوش ۶ مدرسه و ۱۴۷ مسجد داشت.
اوش شهر بسیار مهمی در مقیاس خانات خوقند به حساب می‌آمد و مسکن نخبگان سیاسی قرقیز و قبایل تحت فرمان آنها بود.
اوش در ۱۸۷۶ به امپراتوری روسیه پیوست.

## تخت سلیمان
وامبری نام دیگر اوش را تخت سلیمان یاد کرده‌است و گفته‌است هر ساله شمار فراوانی زایر به آنجا روی می‌آورند. گویا این همان بنای یادبودی است که اسکندر مقدونی در اوش، واپسین نقطه از متصرفات خاوری‌اش، برپا کرد.
بر پایه داستانی در افسانه‌ها آمده‌است پس از اینکه آصف بن برخیا دستیار سلیمان نبی می‌میرد، سلیمان دستور داد وی را در پای کوهی معروف به کوه سلیمان در اوش دفن کنند. این مقبره که در قرن هفدهم در پای کوه سلیمان در اوش ساخته شده اکنون بخشی از مجتمع موزه ملی باستان‌شناسی است.
تخت سلیمان که مردم محلی آن را سلیمان-تو نیز می‌نامند به معنای تخت پادشاهی حضرت سلیمان است. یونسکو در سال ۲۰۰۹ این کوه که تقریباً ۲۰۰ متر ارتفاع دارد و دارای پنج قله است را در فهرست میراث جهانی ثبت کرد. بازدیدکنندگان ابتدا یک سازه ۷ در ۹ متری می‌بینند که گنبدی بر روی آن قرار دارد که قطر آن ۴٫۵ متر است. در داخل آن، یک ورودی دارای تورفتگی و بسیار مزین و یک فضای داخلی به شکل هشت‌وجهی با ارتفاع ۲ متر دیده می‌شود.

## مشاهیر
- سراج‌الدین اوشی

## نگارخانه

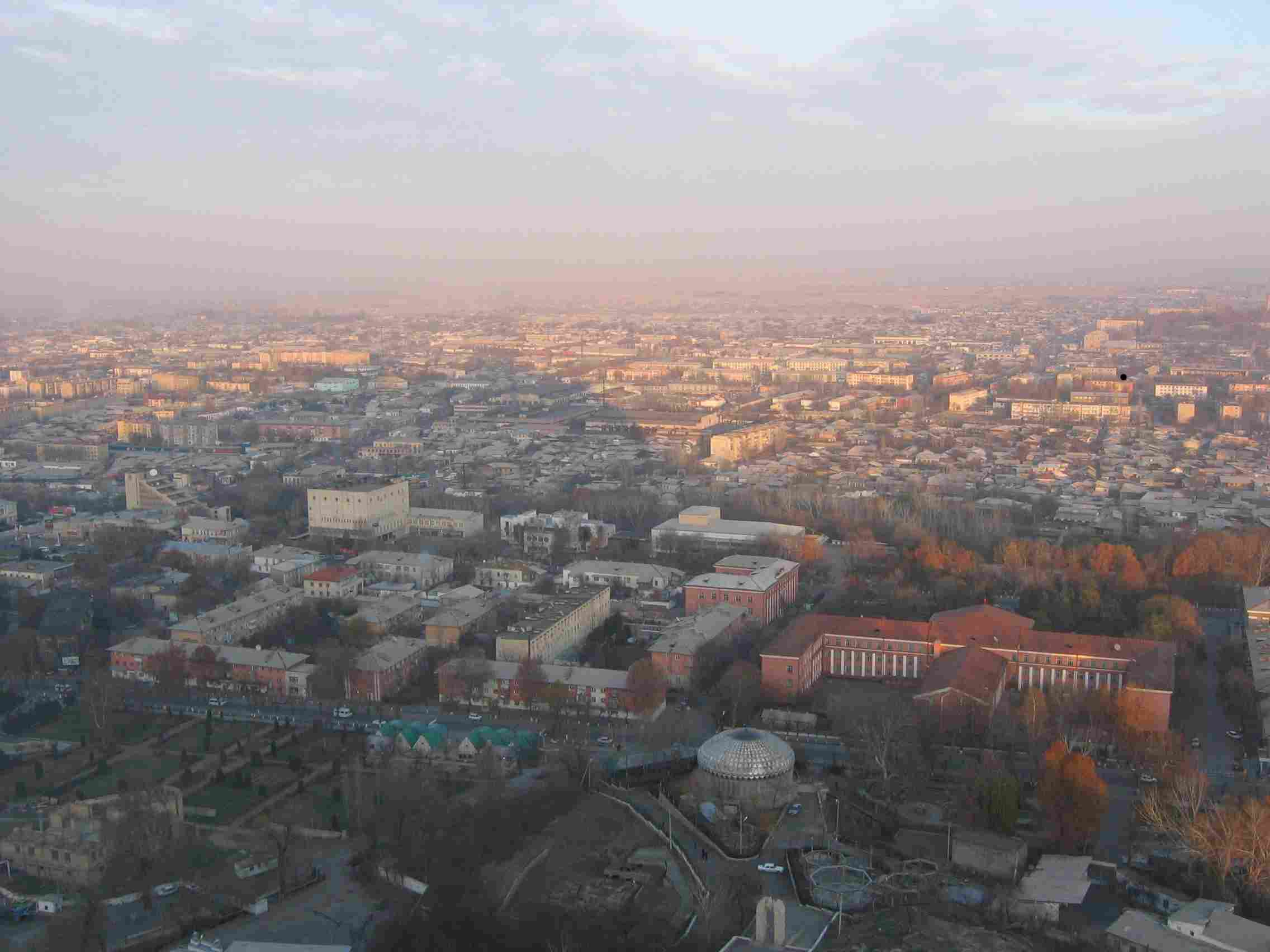
چشم‌انداز شهر اوش
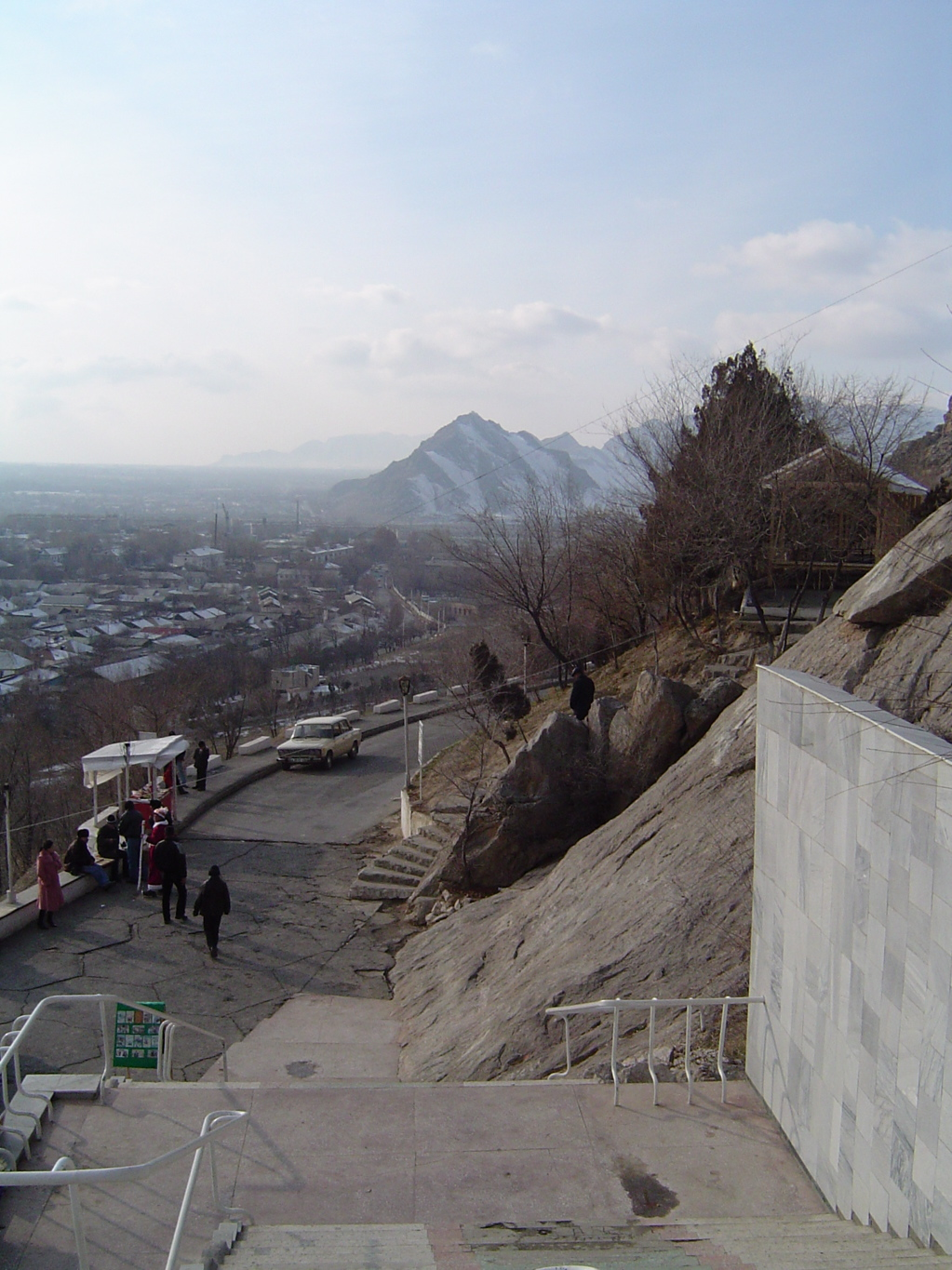
نمای شهر اوش از بالای کوه سلیمان
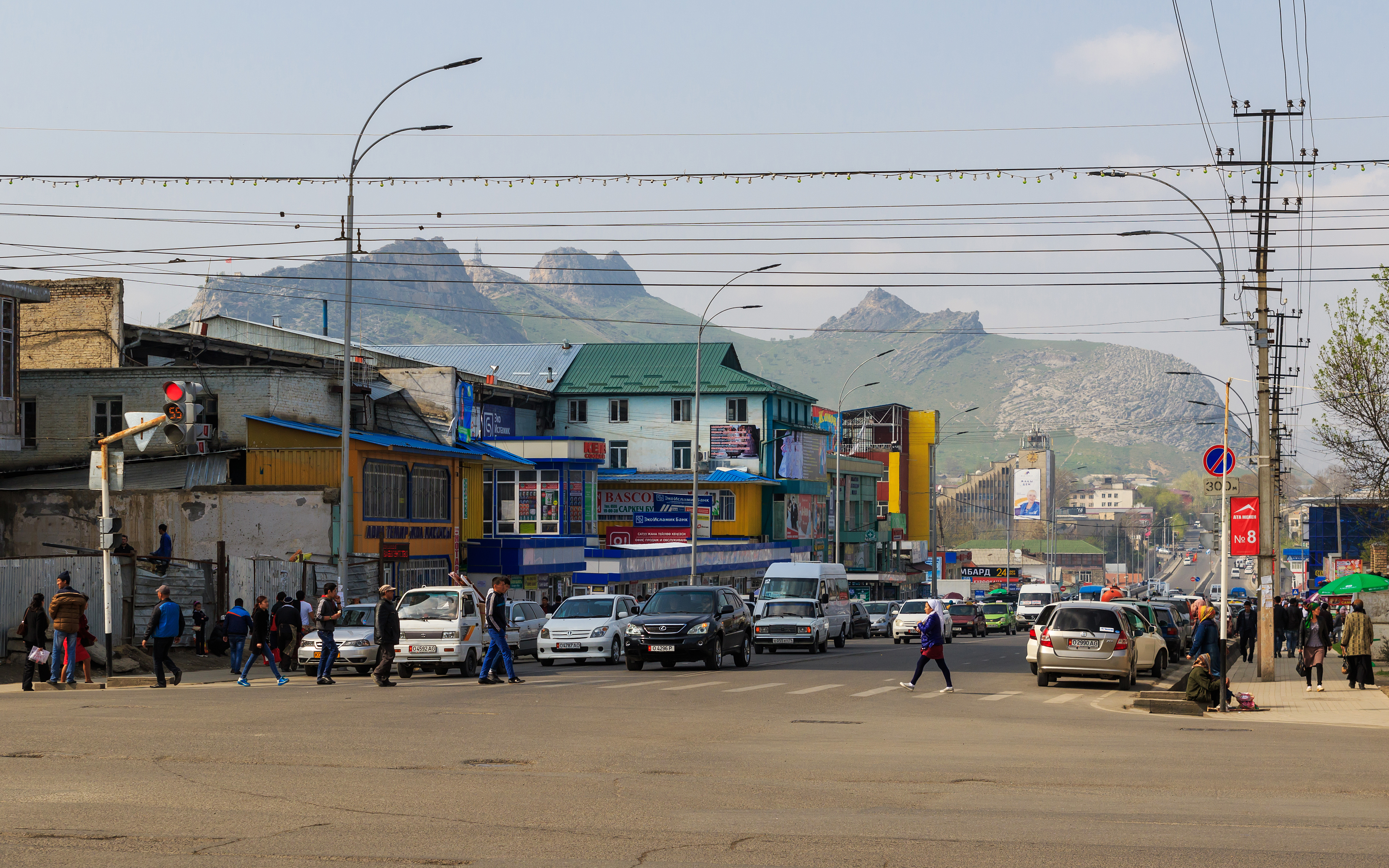
خیابان علیشیر نوایی در اوش